# Оринџ (Тексас)
Оринџ (енгл. Orange) град је у америчкој савезној држави Тексас. По попису становништва из 2010. у њему је живело 18.595 становника.

## Демографија
Према попису становништва из 2010. у граду је живело 18.595 становника, што је 48 (0,3%) становника мање него 2000. године.
| Група             | 2000.          | 2010.          |
| Белци             | 10.909 (58,5%) | 10.817 (58,2%) |
| Афроамериканци    | 6.593 (35,4%)  | 6.169 (33,2%)  |
| Азијати           | 218 (1,2%)     | 311 (1,7%)     |
| Хиспаноамериканци | 675 (3,6%)     | 976 (5,2%)     |
| Укупно            | 18.643         | 18.595         |